# Helena (esposa de Juliano)
Helena (326-360) fue una emperatriz romana consorte, esposa del emperador Juliano el Apóstata. Su reinado fue breve, pues estaba casada con Juliano cuando fue proclamado Augusto por sus tropas en 360 y murió antes de la resolución del conflicto entre Constancio II y Juliano.

## Familia
Era hija de Constantino I y Fausta, y, por lo tanto, hermana de Constantino II, Constancio II, Constante y Constantina y medio hermana de Crispo.

## Matrimonio
El 6 de noviembre de 355, Constancio II nombró césar a Juliano. El nuevo césar era primo carnal por vía paterna de Helena y sus hermanos, por lo que aparecía como único candidato viable para este cargo, al menos dentro de las filas de la dinastía constantiniana. 
El matrimonio de Helena y Juliano tuvo lugar días después de su proclamación, confirmando así la alianza de Juliano con su hermano. Según Amiano Marcelino, esto ocurrió el seis de noviembre del año en que fueron cónsules Arbecio y Loliano. Luego, a los pocos días, Helena, la doncella hermana de Constancio, fue unida en matrimonio con el César". Zósimo también señala que después de que Constancio lo nombrase César, le dio en matrimonio a su hermana Helena y lo envió al otro lado de los Alpes. Eutropio señala igualmente que envió a Juliano a la Galia, con la autoridad de César, dándole a su hermana en matrimonio. En el mismo sentido, Sócrates de Constantinopla y Filostorgio. El matrimonio también está documentado en el Chronicon Paschale. Sozomeno aparentemente confundió a Helena con su hermana, llamándola Constancia Dice que Constancio nombró César a Juliano, "lo prometió a su hermana Constancia en matrimonio, y lo envió a la Galia".
Ninguna de las fuentes primarias menciona la edad de Helena en la época de su matrimonio. La Historia de la decadencia y caída del Imperio romano de Edward Gibbon comenta sobre su edad. "Si recordamos que Constantino, el padre de Helena, murió alrededor de dieciocho años antes, en una edad madura, parece probable, que la hija, aunque fuera todavía virgen, no fuese muy joven en la época de su matrimonio".
Constantino I había muerto en 337. Fausta había muerto en 326. Lo cual significa que Helena tenía al menos veintinueve años de edad en la época de su matrimonio.

## Esposa del césar
Helena parece haber acompañado a su esposo a la Galia y luego se dice que estaba embarazada de él. Este embarazo acabó en aborto. Amiano habla de posteriores abortos: "Mientras tanto, la hermana de Constancio Helena, esposa del César Juliano, había sido llevada a Roma bajo la pretensión de afecto, pero la reina, Eusebia, estaba intrigando contra ella; ella misma había carecido de hijos durante toda su vida, y a través de sus tretas persuadió a Helena para que bebiera una extraña poción, de manera que todas las veces que quedaba embarazada tendría un aborto. Pues una vez antes, en la Galia, ella había tenido un hijo, lo perdió por maquinaciones: una comadrona había sido sobornada con una suma de dinero, y tan pronto como nació el niño, cortó el cordón umbilical más de lo debido, y así lo mató; tantos esfuerzos y pensamientos se emplearon para que este el más valiente de los hombres, no tuviera herederos." En el estudio histórico Ammianus Marcellinus and the Representation of Historical Reality (1998) de Timothy Barnes, el nacimiento de este niño muerto se calcula en el año 356. El aborto en Roma en 357. Barnes considera la historia de los abortos inducidos por una poción como una acusación sin ulteriores referencias. Gibbon no lo descartó del todo: "incluso los frutos de su matrimonio fueron malditos por los artificios celosos de la propia Eusebia, quien, en esta única ocasión, parece no haber sido consciente de la terneza de su sexo, y la generosidad de su carácter"... "Pues por mi parte, me inclino a esperar que la malignidad pública impute los efectos de accidentes como la culpa de Eusebia". Dejó la cuestión de la existencia de tal veneno abierto y para ser determinada por los científicos más que por los historiadores. En su obra A History of Medicine (1995), Plinio Prioreschi rechaza el relato como un ejemplo de un error muy habitual en relatos de la medicina antigua, "la atribución a las drogas de propiedades que no podían tener". En este caso, una poción que se consume sólo una vez y que sigue teniendo efecto a lo largo de los años. Prioreschi considera que es "una obvia imposibilidad a la luz de la moderna farmacología".
The Propaganda of Power: The Role of Panegyric in Late Antiquity (1998) contiene una serie de artículos sobre el tema de los panegíricos. Entre ellos está "En alabanza de una emperatriz: discurso de Juliano en agradecimiento a Eusebia" por Shaun Tougher, discutiendo un Panegírico en honor de Eusebia escrito por el propio Juliano. Tougher examina la relación entre Juliano y Eusebia, comentando si Helena estuvo o no afectada por él. El historiador considera que la impagen de una Eusebia políticamente influyente pero "de buen corazón y filantrópica" se basa directamente en la representación que de ella se hace en las obras de Juliano. Según Tougher, los historiadores posteriores han tendido a aceptar esta representación sin cuestionársela. Considera a Eusebia como la mayor amenaza a Juliano durante el tiempo en que fue César. Este cargo hizo efectivamente a Juliano heredero presunto al trono imperial. Su posición como tal se basaba solamente en que Constancio y Eusebia carecieran de hijos. De haber nacido un heredero a la pareja imperial, Juliano podría encontrarse como superviviente a su utilidad para los patronos imperiales. Tougher sigue el ejemplo del historiador precedente Noël Aujoulat al considerar plausible la historia de los abortos de Helena como el resultado de abortivos. Ambos historiadores consideran las acusaciones de Amiano Marcelino, con Eusebia como la directora de semejante intriga, como algo que debe tomarse en consideración y no ser "descartada con ligereza".
Sea cual fuera el caso, The Cambridge Ancient History señala que la ocasión de su presencia en Roma fueron los Vicennalia de Constancio II, una celebración en honor de cumplirse los veinte años en el trono. Constancio y su corte milanesa se trasladaron a Roma para la ocasión, haciendo la primera y única visita conocida de este Augusto en particular en la antigua capital del Imperio romano. Constancio seguía los ejemplos de Diocleciano y Constantino I quienes también visitaron Roma durante sus propios Vicennalia. La presencia de Constancio, Eusebia y Helena marcó esto como un espectáculo dinástico.

## Emperatriz
Para el año 360, Juliano había restaurado la paz en la Galia y alcanzado un alto el fuego con los alamanes en particular. Esto aseguró las fronteras locales durante un tiempo. Mientras tanto, Constancio se vio involucrado en un conflicto contra Sapor II del Imperio sasánida, otra fase de las guerras romano-persas. Se aprovechó de la paz lograda por Juliano, ordenándole que transfiriera muchos oficiales y unidades desde la Galia hasta la frontera con Persia. Los petulantes, una de las unidades a las que se ordenó ir a la frontera oriental, se rebelaron y proclamaron a Juliano su Augusto. Pronto a su causa se unieron el resto de las tropas galas. Juliano aceptó su proclamación con algunas dudas iniciales. La fecha exacta de sus proclamaciones se desconoce, estimándose en febrero o marzo del año 360.
 Helena actuó como su emperatriz consorte. Se la menciona todavía viva en la época de su proclamación en la Carta al Senado y el pueblo de Atenas de Juliano.
La Carta fue escrita en 361. En aquella época Juliano y sus fuerzas marchaban hacia el este para enfrentarse a Constancio. Juliano se dedicó a escribir una serie de cartas públicas que explicaban y justificaban sus acciones. Aquellas cartas se dirigían a varias ciudades del imperio que Juliano intentaba atraerse, incluyendo (al menos) Atenas, Corinto, Roma y Esparta. La carta a Atenas es la única que ha llegado a tiempos modernos.
Narra los acontecimientos que rodearon su nombramiento como Augusto por parte de las tropas, mientras pensaba qué medidas tomar, pero sin llegar a ninguna determinación: "Aunque mi mujer aún vivía, ocurría que yo dormía solo en una habitación superior que estaba al lado, desde la que, habiendo allí una abertura en el muro, adoré a Júpiter. Por todo el palacio había un clamor creciente y un tumulto general, le pedí a Dios que me diera una señal. Esta me la mostró inmediatamente, ordenándome firmemente que confiara en él y no me opusiera a la decisión del ejército. Aunque yo había recibido estos augurios, no me sometí a ellos sin reluctancia sino que me resistí todo lo posible, no admitiría la salutación o la diadema. Pero no siendo capaz de oponerme simplemente a tantos y los Dioses, cuyo deseo era, animándolos fuertemente y al mismo tiempo, componiendo mi ánimos, al final en la hora tercia llegó un soldado, no sé quien, dándome un collar, me lo puso, y luego reentró en el palacio refunfuñando, como pueden testimoniar los Dioses, desde el fondo de mi corazón. Pues aunque la confianza en Dios que el anterior signo no podía sino inspirarme fortaleza, me sentía apenado y avergonzado porque parecía que no podía obedecer a Constancio fácilmente hasta el final".
Cuenta entonces que en el palacio prevalecía un gran abatimiento, y que los amigos de Constancio pretendían conspirar contra Juliano, sobornando a los soldados, confiando en enajenar a algunos de ellos, "de manera que al menos hiciera una división entre nosotros si al menos no lograban que lo atacasen abiertamente. Uno de los oficiales que asistía a mi esposa en público, oyendo que ellos estaban negociando clandestinamente, me lo reveló. Pero al darse cuenta de que yo no le prestaba atención, con el frenesí del entusiasmo, él en voz alta exclamó en la plaza del mercado: Soldados, extranjeros y nativos, no traicionéis al emperador. Las mentes de las tropas así se inflamaron, y todos corrieron armados a palacio. Al encontrarme vivo e ileso, y alegrándose como amigos que se encuentran inesperadamente, me abrazaron, me apretaron en sus brazos y me alzaron sobre sus hombros".
Posteriormente, Juliano intenta convencer a su público que Constancio era el culpable del conflicto, no él. Su narración sugiere que Helena estaba viva a principio de su nuevo reinado, asistida por soldados y en una cercana proximidad con su esposo en la Galia, ya que un oficial de su guardia era capaz de contactar con Juliano sin que se mencione un viaje prolongado. Sin embargo, afirma que había dormido solo sin señalar razón alguna. Su papel en el conflicto entre su esposo y su hermano no se menciona.

## Fallecimiento
La siguiente mención de Helena es de Amiano y alude a que llevaba muerta ya algún tiempo: Juliano "siendo ahora Augusto, celebró los juegos quinquenales; y lució una diadema magnífica, con brillantes gemas incrustadas, mientras que a comienzos de su principado él había asumido y lucido una corona barata, como la del director de un gimnasio vestido con la púrpura. Mientras estos juegos se celebraban, había enviado a Roma los restos de su esposa muerta Helena, para que se dejaran descansar en su villa cerca de la ciudad en la vía Nomentana, donde estaba también enterrada su hermana Constantina, anteriormente la esposa de Galo". En su evaluación de Juliano, Amiano señala que Juliano practicó la castidad y evitó las relaciones sexuales durante el resto de su vida. "Se esforzaba tanto en la castidad inviolada que después de la pérdida de su esposa se sabe bien que nunca dedicó un pensamiento al amor: teniendo presente lo que leemos en Platón, que Sófocles, el poeta trágico, cuando se le preguntó, a una edad madura, si aún tenía relaciones con mujeres, dijo que no, añadiendo que estaba contento de haberse librado de esta pasión como de un áster loco y cruel. También, para dar mayor fuerza a este principio, Juliano a menudo repetía el dicho del poeta lírico Baquílides, cuya lectura le complacía, quien declara que es un hábil pintor quien da belleza a una cara, así la castidad da encanto a una vida de altas pretensiones. Evitó con tal cuidado esta mancha en la fuerza madura de la masculinidad, que incluso sus más confidenciales ayudantes nunca (como a menudo ocurre) le acusaron incluso de una sospecha de ninguna lujuria". Barnes señala que Amiano ofrece gran alabanza tanto de Juliano como de Eusebia. Por contraste, no hay tales alabanzas a Helena, ni ninguna afirmación real sobre ella.
La Oración fúnebre por el emperador Juliano de Libanio trata del tema de la castidad de Juliano, señalando que si no se hubiera casado con Helena, habría muerto ignorándolo todo sobre las relaciones sexuales. Y aunque lamentaba haber perdido a su esposa, no volvió a tener relaciones sexuales: ni las tuvo antes, ni tampoco después. Y señala que aunque se le reprochaba esto por carecer de herederos a los que transmitir su poder, el emperador Juliano lo rechazaba considerando la carencia de hijos como un mal menor frente a la posibilidad de tener hijos que fueran malas personas y arruinaran al Estado.
Gibbon señala que los "repetidos embarazos [de Helena] no habían dado fruto y el último resultó fatal". Gibbon usa como fuente otra obra de Libanio, "una apología muy débil, para justificar a su héroe [Juliano] del cargo muy absurdo de haber envenenado a su esposa, y recompensando a su médico con las joyas de su madre". El artículo del Liber Pontificalis que trata del papa Liberio, menciona a Helena como una cristiana devota y adherida al símbolo niceno. Sin embargo, como Sozómeno, el escritor de este artículo la confunde con su hermana y la llama "Constantia Augusta".